# P-MODEL結成20周年プロジェクト 音楽産業廃棄物
P-MODEL結成20周年プロジェクト 音楽産業廃棄物は、P-MODEL結成20周年記念プロジェクトの一環として制作された、P-MODELおよび平沢進初の単行本。SBクリエイティブより1999年12月24日に発売された。現在では株式会社ファッシネイションよりダウンロード販売がされている。

## 概要
P-MODELの20年の軌跡を豊富な資料と取材で多角的に探る2冊組。ともに、デビュー当時から現在に至るまでの未公開写真を収録。P-MODELサイド「Open Source」では、歴代正式メンバー全員のインタビューを収録し、膨大なライブデータやディスコグラフィーを一挙掲載。
平沢進サイド「卓上のウロボロス」では、本書のためにタイで撮り下ろした神秘的な写真やロングインタビューをメインに、独特な言葉遣いや造語を分析した用語事典を収録。更に、インタラクティブ・ライブの全ストーリーと進行表も紹介。「ウロボロス」とは、自分の尾を噛んで環を作る蛇または竜で表現されるシンボル。始めと終わりがないことから自己の消尽と更新を繰り返す永劫回帰や無限、真理と知識の合体、創造など幅広い意味を持つ、平沢進のキーワードとなっている。付録のCD-ROM（Windows／Mac両対応）には、「TOWN-0 PHASE-5」のプロモーションビデオを再録。また、バーチャル平沢とチャットが楽しめるシステム、「SIM-CHAT」や、平沢のインタビュームービーなども収録された。

## 復刻版
1999年12月24日にソフトバンクパブリッシングよりリリースされ、2005年にブッキングより復刻。現在販売されている2010年版の「改訂復刻DIGITAL版 音楽産業廃棄物」では、2005年版に5年分のディスコグラフィやヒストリィを加筆、最新ライヴ写真を追加し、印刷物からデジタル・データへと形式を変更した。旧版の書籍部分はPDF形式で旧版の附録CD-ROMに統合して収録され、PDFリーダプラグインをインストールしたWebブラウザ上からコンテンツが閲覧可能となっている。

## 主な内容（復刻版）

### Open Source（旧版書籍　P-MODEL SIDE）PDF
- P-MODELグラフィティ 培養前メンバーの撮り下ろし&歴代メンバー秘蔵写真公開
- オリジナル・アルバムからレア盤まで完全ディスコグラフィ 作品解説&平沢進が語り下ろす作品背景 (99年まで)
- 未収録曲&未収録ヴァージョン・リスト
- メンバー変遷史
- 全メンバー・インタヴュー P-MODELの歴代メンバー全員インタヴュー
- P-MODELライヴ全リスト 貴重かつ豊富な写真と記録で綴るライヴ史
- 福間創のP-MODEL機材＆サウンド解説 各メンバーがプライベート・スタジオをデジカメ撮影し、福間創が解説 P-MODELサウンドの変遷を福間創が解説 歴代メンバーの使用楽器リスト
- スタッフ・インタヴュー 平沢裕一/神尾明朗/鎮西正憲
- P-MODEL&平沢用語辞典
- 平沢進/P-MODEL年表

### 卓上のウロボロス（旧版書籍　平沢進SIDE） PDF
- 平沢進グラフィティ 89年のソロ・デビューからの10年間を写真で追う
- オリジナル・アルバムからレア盤まで完全ディスコ・グラフィ 作品解説&平沢進が語り下ろす作品背景 (99年まで)
- ロング・インタヴュー 魂のふる里 / 平沢が初めて明かす半生記 平沢進の意識/無意識世界を探る
- 平沢進ライヴ全リスト(99年まで) インタラクティヴ・ライヴとノン・インタラクティヴ・ライヴに分かれたライヴ・グラフィティ
- 平沢が語るインタラクティヴ・ライヴ
- 万国点検隊の記録
- 幻の平沢エッセイ再掲 / 見るなの部屋
- 平沢が語る“音楽産業廃棄物”〜全きコミュニケーションを求めて
- 平沢進の影響を受けた諸作品の紹介 平沢のレコード・ラック / 平沢の本棚 / 平沢のヴィデオ・ラック
- 補稿: 培養のあとさき / 00年〜04年の平沢進とP-MODEL

### P-MODEL/平沢進データ集（旧版書籍　附録CD-ROM）
- 平沢進 interview movie ((Screen Shot)) 99年8月11日、本書のために行われた平沢進インタヴューのムーヴィ版
- Promotion Video RIDE THE BLUE LIMBO 平沢進のアルバム『BLUE LIMBO』収録のナンバーのプロモーション・ヴィデオ
- Sim Chat ((Screen Shot)) あたかもターミナルエミュレータで平沢進とチャットしているような気分になれるシミュレーション・ソフト
- TAINACO-I ((Screen Shot)) TAINACO-I(interactive)は、TAINACOをプログラマブルに操作できる簡易シークエンスソフト
- WORLD CELL ((Screen Shot)) Phase-6にいるHirasawaとPhase-7にいるWiwatが“WORLD CELL”を介して交信する スクリーン・セーバ サウンドトラックは平沢進の書き下ろし「Phase-7」
- P-MODEL Wall Papersr 生井秀樹撮り下ろし写真によるP-MODEL壁紙集
- P-MODEL&平沢進 Discograghy ジャケット写真と基本データを収録
- P-MODEL&平沢進 Live Data 演奏月日、場所、曲目などのデータとライヴ写真を収録
- P-MODEL・平沢進年表 本書に収録した年表のHTML版
- P-MODEL&平沢進 用語辞典 (ベータ版) 本書に収録したP-MODEL/平沢用語辞典のHTML版 Amiga用語辞典 (by ハスヲ) も併録